# Lebanon Hanover
Lebanon Hanover est un groupe britannique de dark wave, originaire de Sunderland, en Angleterre.

## Histoire

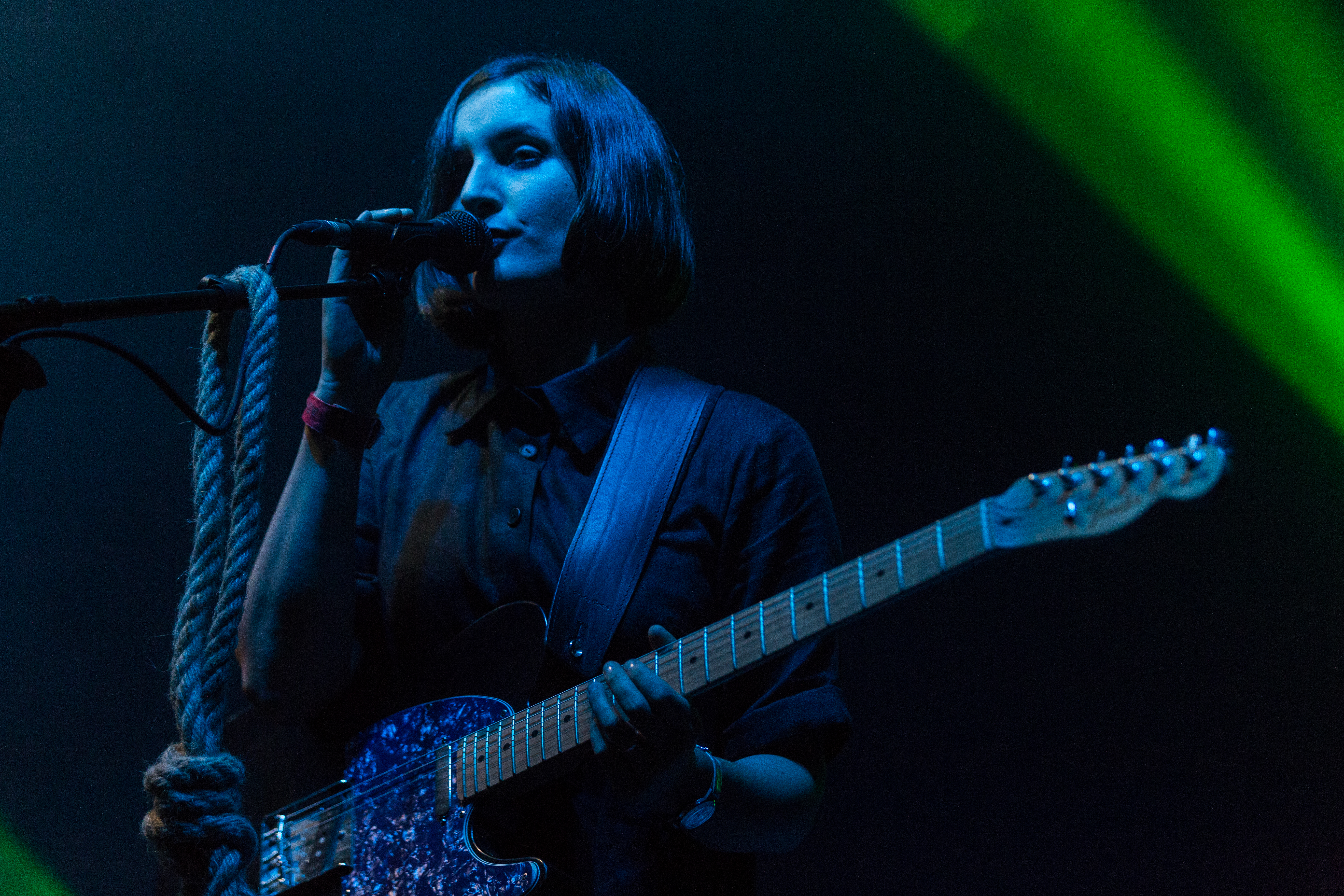
Larissa Georgiou.

### Les débuts
La Suissesse Larissa Georgiou alias Larissa Iceglass et le Britannique William Morris alias William Maybelline fondent Lebanon Hanover en 2010 après s'être rencontrés à Sunderland, la ville natale de Maybelline. Iceglass y passait ses vacances. Tous deux ont écrit en une semaine plusieurs titres du premier album The World Is Getting Colder . Peu après, Maybelline suit Iceglass à Berlin pour poursuivre leur projet musical. Depuis lors, le duo alterne entre l’Allemagne et l’Angleterre et résident temporairement à Sunderland dans la maison des Maybellines,,.
Les deux musiciens ont interrompu leurs études respectives - Iceglass étudiait l’art, Maybelline, le design - pour diverses raisons. La raison principale selon Iceglass est leur volonté de commercialiser leur musique sur le marché. La connexion visée avec le public est la mise en harmonie et un rapport émotionnel à la musique. L’aspect artistique, lui, est centré sur la conception des vidéos musicales, la commercialisation et l’aspect général du projet du groupe. À plusieurs reprises, Iceglass qualifie le groupe d'apatride et sans but, ce à quoi se rapporte le nom du groupe - une ville américaine homonyme - selon Iceglass.

« Les deux endroits n'ont aucun lien l'un avec l'autre - mais s'ils ont un lien, nous imaginons un endroit magnifique. Construire un nouveau monde avec le même nom est une bonne idée, car nous sommes très désorientés dans ce monde et ne savons pas à quoi nous appartenons. »

### Premiers albums (2011-2012)
En 2011 sort la cassette split Lebanon Hanover / La Fête Triste sur le label aufnahme+wiedergabe avec quatre titres dont Totally Tot  repris ensuite dans le premier album avec un clip auto-produit. Le duo suscite l'attention en 2012 avec son premier album chez Fabrika Records, The World Is Getting Colder . Le magazine de musique britannique Terrorizer qualifie alors Lebanon Hanover de « meilleur groupe britannique dont vous ignoriez l'existence ». 
Entretemps, le duo se produit à l'international, notamment en tournée en Espagne en 2013, aux États-Unis en 2014, en Italie en 2015, en Russie et en Europe en 2016,.
En 2012 également sort le deuxième album studio Why Not Just Be Solo .

### Tomb for Two,Besides the Abyss(2013-2015)
En 2013, sort le troisième album studio Tomb for Two, il également bien accueilli. Le site Web Peek-A-Boo-Magazine compare l'album à The Danse Society, aux The Chameleons et à Joy Division, le qualifiant d' « un des temps forts de l'année, sinon LE point fort ». La même année sort Gallowdance  avec le même succès. 
Pour le quatrième album, Iceglass et Maybelline ont pour la première fois recours à un studio d’enregistrement professionnel. Auparavant, les enregistrements étaient réalisés dans un studio privé. Besides the Abyss est enregistré en Grèce par le producteur expérimenté post-punk et new wave Chris Manolitsis. Malgré des conditions d'enregistrement différentes, le son du duo reste le même, avec une musique de haute qualité.

### Let Them be AlienetSci-Fi Sky(2018-2020)
Le 2 avril 2018, le cinquième album Let Them be Alien sort. 
Le sixième album Sci-Fi Sky est publié le 20 octobre 2020.

## Style musical

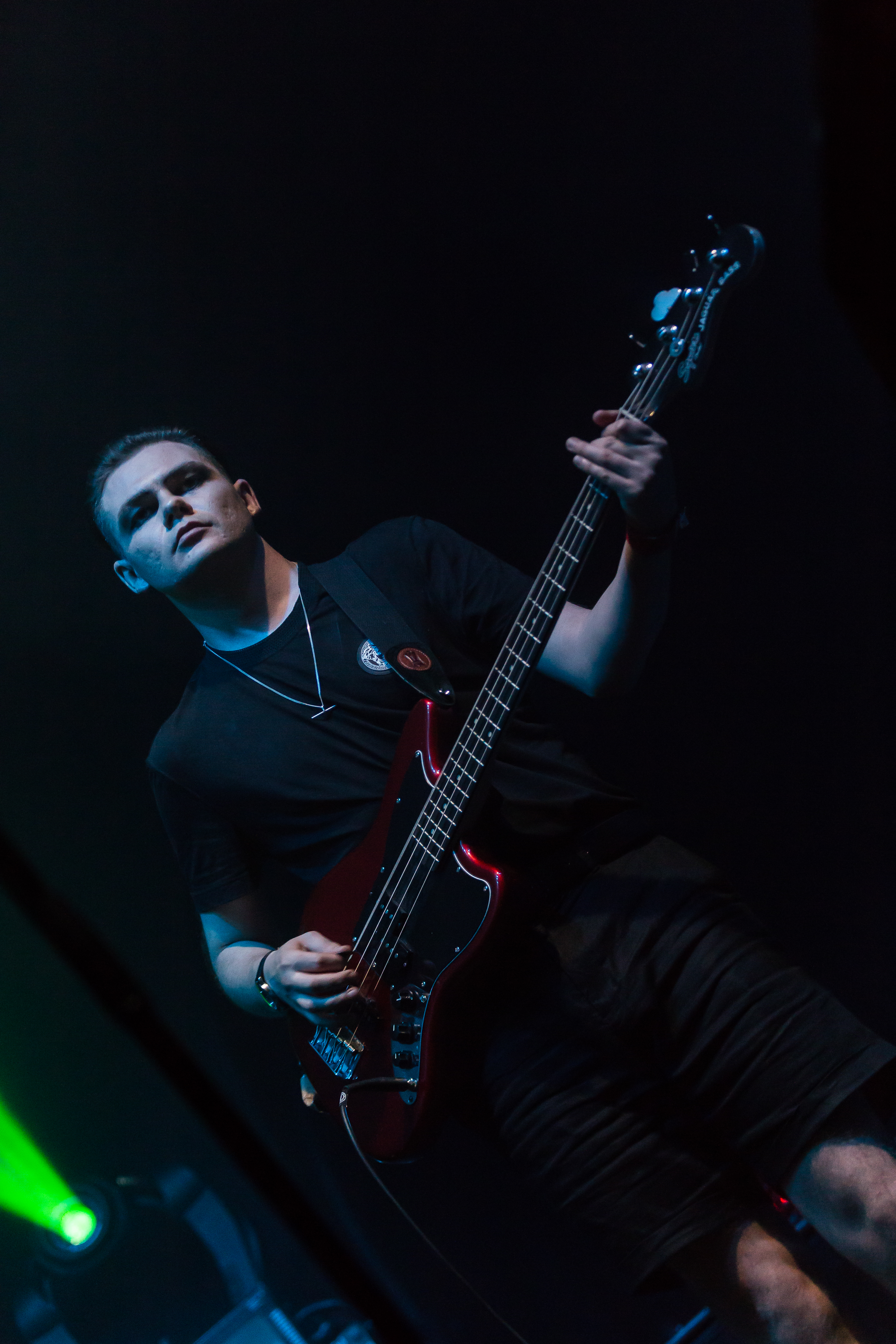
William Maybelline.

La musique de Lebanon Hanover est généralement associée à la dark wave. Considérée comme minimaliste et inspirée par la musique post-punk des années 1980, elle se caractérise par une « esthétique cool [et] un léger déséquilibre dans le chant et la guitare »,. Le son est délibérément simple, et fait, « en liaison avec la voix délicate de Larissa Iceglass soutenue par les sons légers du synthé, une basse profonde et un jeu de guitare élégant » le charme de la musique. La connexion entre le rythme simplement programmé, un jeu de basse profond et l'élégance de la guitare et du chant est quant à elle soulignée par différents critiques,.
Pour Iceglass, la combinaison résulte du travail en commun. Maybelline se charge des rythmes, du synthétiseur et des jeux de basse, qui fournissent à la musique un cadre ordonné, tout en y ajoutant des fragments plus chaotiques. Comme idée conceptuelle commune, elle évoque une production simple reposant sur le désir du son le plus organique possible.

## Discographie

### Singles
| Années | Single                               | Face B                                                                                  | Label                  | Album        |
| ------ | ------------------------------------ | --------------------------------------------------------------------------------------- | ---------------------- | ------------ |
| 2013   | Gallowdance                          |                                                                                         | aufnahme + wiedergabe  | Tomb for Two |
| 2020   | The Last Thing                       | Shatter Matter                                                                          | Fabrika Records        | Sci-Fi Sky   |
| 2020   | Digital Ocean                        |                                                                                         | Fabrika Records        | Sci-Fi Sky   |
| 2021   | Hard Drug (Qual Remix)               |                                                                                         | Operation Qual Records | Sci-Fi Sky   |
| 2021   | Living on the Edge (E. Allien Remix) | Invite Me to Your Country (E. Allien Remix) Living on the Edge (146bpm E. Allien Remix) | BPitch                 | Sci-Fi Sky   |
| 2023   | Better Than Going Under              | Kyiv                                                                                    | Fabrika Records        |              |
| 2024   | Abracadabra                          |                                                                                         | Cleopatra Records      |              |

### Autres
2024 : The Gallowdance (feat. Lebanon Hanover [Ayden George Remix] - Ayden George 

## Clips vidéos
2021 : Living on the Edge (Ellen Allien Mix)